# Séamus Patrick Horgan
Séamus Patrick Horgan (Ennis, 31 de agosto de 1969) é um diplomata e prelado irlandês da Igreja Católica pertencente ao serviço diplomático da Santa Sé.

## Biografia
Recebeu a ordenação presbiteral em 11 de junho de 1994, na Catedral de Santos Pedro e Paulo de Ennis, do bispo Michael Anthony Harty, sendo incardinado na Diocese de Killaloe. É licenciado em direito canônico.
Ingressou no serviço diplomático da Santa Sé em 1 de julho de 2005 e trabalhou posteriormente nas Representações Papais em Uganda, Suíça, Filipinas, na Secção para as Relações com os Estados e Organizações Internacionais da Secretaria de Estado e na nunciatura apostólica nos Estados Unidos. Foi conselheiro da nunciatura do Sudão do Sul.
É fluente, além do gaélico e inglês nativos, em italiano, alemão e francês.
Em 14 de maio de 2024, o Papa Francisco o nomeou núncio apostólico no Sudão do Sul, onde era conselheiro, com a dignidade de arcebispo titular de Árd Sratha. Recebeu a ordenação episcopal em 26 de julho seguinte, na Catedral de Santos Pedro e Paulo de Ennis, do Cardeal Secretário de Estado, Pietro Parolin, coadjuvado pelo cardeal Luis Antonio Tagle, pró-prefeito para as questões fundamentais da evangelização no mundo do Dicastério para a Evangelização e por Fintan Monahan, bispo de Killaloe.